# Les Petits As
Le tournoi des Petits As est une compétition de tennis internationale se déroulant chaque année depuis 1982 à Tarbes. Ouvert aux minimes, il est l'un des tournois les plus importants dans cette catégorie d'âge au point d'être souvent considéré, sans en avoir le titre officiel, comme le Championnat du monde des 12-14 ans.
Il a révélé quantité de joueuses et de joueurs professionnels, parmi les meilleurs au monde comme Michael Chang (vainqueur en 1986), Martina Hingis (1991 et 1992), Juan Carlos Ferrero (1994), Kim Clijsters (1997), Richard Gasquet (1999) et Rafael Nadal (2000).
Le lieu exact de sa localisation est le parc des expositions à Tarbes 43° 13′ 07″ N, 0° 05′ 00″ E

## Histoire
L'idée de ce tournoi vient de Jacques Dutrey, alors employé dans un magasin de sports appartenant à Jean-Claude Knaebel. Ce dernier crée alors le tournoi aux côtés de Hervé Siméon et l'épouse de ce dernier, Claudine, qui est aussi la sœur de Jacques Dutrey. Hervé Siméon meurt quelques années plus tard et Claudine se remarie ensuite avec Jean-Claude Knaebel, le couple dirigeant le tournoi avec Jacques Dutrey.

## Autres participants illustres

### Femmes
- Anna Chakvetadze (1/4 finaliste 2001)
- Alizé Cornet (1/4 finaliste 2004)
- Nathalie Dechy (1/8 finaliste 1993)
- Elena Dementieva (1/4 finaliste 1995)
- Tatiana Golovin (1/4 finaliste 2001)
- Daniela Hantuchová (1/8 finaliste 1997)
- Ana Ivanović (1/16 finaliste 2001)
- Émilie Loit (1/8 finaliste 1993)
- Iva Majoli (1/4 finaliste 1990)
- Conchita Martínez (1/2 finaliste 1986)
- Amélie Mauresmo (1/2 finaliste 1993)
- Mary Pierce (1/8 finaliste 1989)
- Agnieszka Radwańska (1/8 finaliste 2004)
- Virginie Razzano (1/4 finaliste 1997)
- Aravane Rezaï (1/32 finaliste 2000)
- Arantxa Sánchez Vicario (1/2 finaliste 1985)
- Vera Zvonareva (1/4 finaliste 1998)

### Hommes
- Demi-finalistes :
  - Fabrice Santoro (en 1986)
  - Greg Rusedski (en 1987)
  - Àlex Corretja (en 1988)
  - Thomas Enqvist (en 1988)
  - Thomas Johansson (en 1989)
  - Tommy Haas (en 1992)
  - Marat Safin (en 1994)
  - Joachim Johansson (en 1996)
  - Guillermo Coria (en 1996)
  - Robin Söderling (en 1998)
  - Tomáš Berdych (en 1999)
- 1/4 de finale :
  - Albert Costa (en 1989)
  - Sébastien Grosjean (en 1992)
  - Dominik Hrbatý (en 1992)
  - Ivo Karlović (en 1993)
  - Tommy Robredo (en 1995)
  - Gilles Simon (en 1998)
  - Márcos Baghdatís (en 1999)
  - Dudi Sela (en 1999)
  - Novak Djokovic (en 2001)
  - Holger Rune (en 2017)
- 1/8e de finale :
  - Christophe Rochus (en 1992)
  - Xavier Malisse (en 1994)
  - Roger Federer (en 1995)
  - Mikhail Youzhny (en 1996)
  - Nicolás Almagro (en 1999)
  - Carlos Alcaraz (en 2017)
- 1/16e de finale :
  - Jo-Wilfried Tsonga (en 1999)
  - Stanislas Wawrinka (en 1999)
  - Gaël Monfils (en 2000)

## Anecdotes
- En 2007, Carlos Boluda a été le premier garçon à gagner le tournoi deux fois d'affilée. Cette performance avait également été réalisée par deux Suissesses : Martina Hingis en 1991 et 1992 et Timea Bacsinszky en 2002 et 2003.
- En 2001, Alexandre Krasnoroutski remporte le tournoi trois ans après sa sœur Lina Krasnoroutskaïa. Ce sont les seuls frère et sœur à avoir réussi cette performance[2].
- En 2012, la délégation américaine est la première à se retrouver la seule nation représentée en demi-finale du tableau masculin. Les 4 garçons engagés dans le tournoi se sont retrouvés en demi-finale.
- En 2020, Brenda Fruhvirtová conserve dans la famille le titre remporté l'année précédente par sa sœur Linda Fruhvirtová. Elles avaient, en 2019, également gagné le double féminin ensemble.

### Exhibitions
De plus en plus populaire, le tournoi accueille depuis quelques années de grands joueurs actuels, en général d'anciens Petits As devenus grands, qui se produisent en match-exhibition lors d'une soirée précédant les derniers matchs :
- Yannick Noah et Henri Leconte en 2004.
- Juan Carlos Ferrero et David Nalbandian (remplaçant de dernière minute de son compatriote Guillermo Coria, qui avait annulé sa venue la veille du match-exhibition) en 2005.
- Rafael Nadal et Fabrice Santoro en 2006. Cette rencontre avait d'ailleurs provoqué une polémique entre Guy Forget et Fabrice Santoro, pour la première rencontre de la Coupe Davis face à l'Allemagne, Santoro ayant été définitivement exclu de l'équipe de France à la suite de ce différend[3],[4], dernier d'une longue série.
- Richard Gasquet et Gaël Monfils en 2007.
- Fabrice Santoro et Marc Gicquel viennent au secours en 2008, après le désengagement de Jo-Wilfried Tsonga et de Paul-Henri Mathieu. Malgré sa blessure subie à l'Open d'Australie, Mathieu s'est présenté pour la séance d'autographes.
- Fabrice Santoro et Michael Chang en 2012.

## Organisation
Ce tournoi a la particularité d'être organisé par une équipe de 168 bénévoles, affectés à divers secteurs. Le tournoi est d'ailleurs reconnu pour son organisation très professionnelle et très conviviale. Michel Renaux en est le juge-arbitre depuis sa création. Le tournoi est dirigé par Claudine et Jean-Claude Knaebel, avec pour adjoint Jacques Dutrey.
L'entrée au public est gratuite. Chaque année plus de 40 000 visiteurs poussent les portes du parc des expositions de Tarbes.